# Alianello

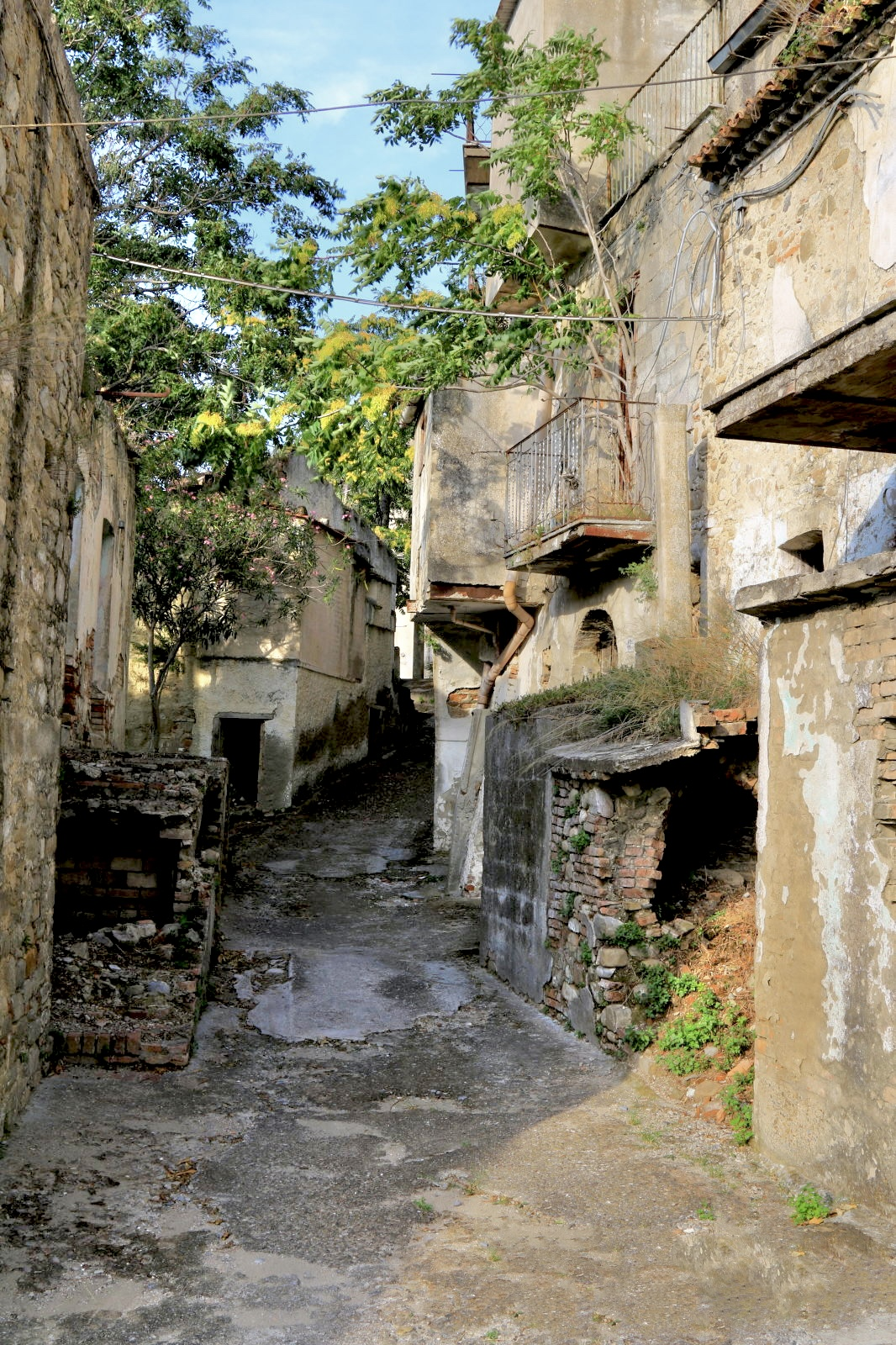
Per le vie di Alianello

Alianello è l'unica frazione del comune di Aliano, in provincia di Matera.

## Geografia fisica
Posta alla sinistra del fiume Agri nell'omonima valle, comprende due nuclei abitativi Alianello di Sotto ed Alianello Nuovo che secondo l'ultimo censimento Istat del 2001 hanno rispettivamente 74 e 196 abitanti.

## Storia
La storia di questo insediamento è legata al comune principale ed ha origine intorno al 1200. La località ebbe un incremento demografico nei primi decenni del Novecento dovuto allo spostamento della popolazione da Aliano causato da un grosso movimento franoso che interessò parecchie case. Nella zona sono state trovate testimonianze preistoriche, precisamente tracce di attività umane risalenti al V millennio a.C. Di particolare importanza per la ricostruzione del profilo delle comunità indigene che occupavano la valle nelle fasi iniziali dell'età storica, in parte concomitanti con i primi stanziamenti greci sulle coste tirreniche e ioniche, il vasto cimitero, con più di mille tombe a fossa risalenti ai secc. VII e VI a.C., esplorato in contrada Cazzaiola.

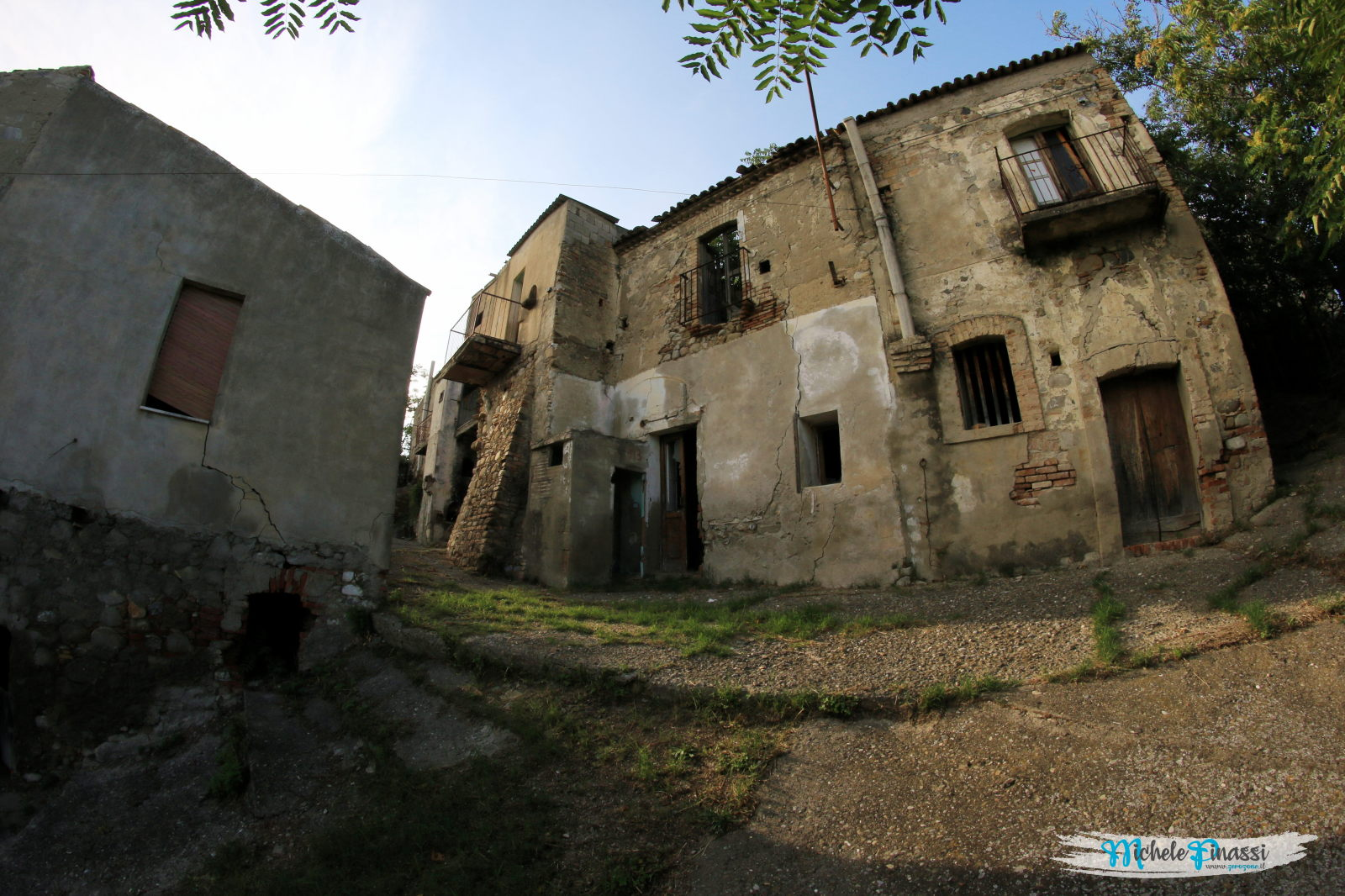
Una delle case abbandonate

A causa del Terremoto dell'Irpinia del 1980, che arrivò con la sua potenza distruttiva anche in questa zona, molte case del borgo vecchio vennero dichiarate inagibili, tanto che la popolazione abbandonò il centro abitato per spostarsi nelle nuove frazioni di Alianello di Sotto (a circa 5 km) e Alianello Nuovo (a circa 500mt). Attualmente, Alianello vecchio è un paese totalmente disabitato.

## Monumenti e luoghi di interesse
Oltre alla necropoli sopracitata, nel borgo è presente la chiesa di Santa Maria Assunta, del XIII-XV secolo.

## Economia
L'agricoltura e la pastorizia sono le sue attività principali.

## Musica
Il borgo di Alianello vecchio è stato utilizzato nel 2017 per alcune sequenze del Videoclip di Caparezza "Una chiave", diretto da Gianluca Calu Montesano.

## Bibliografia

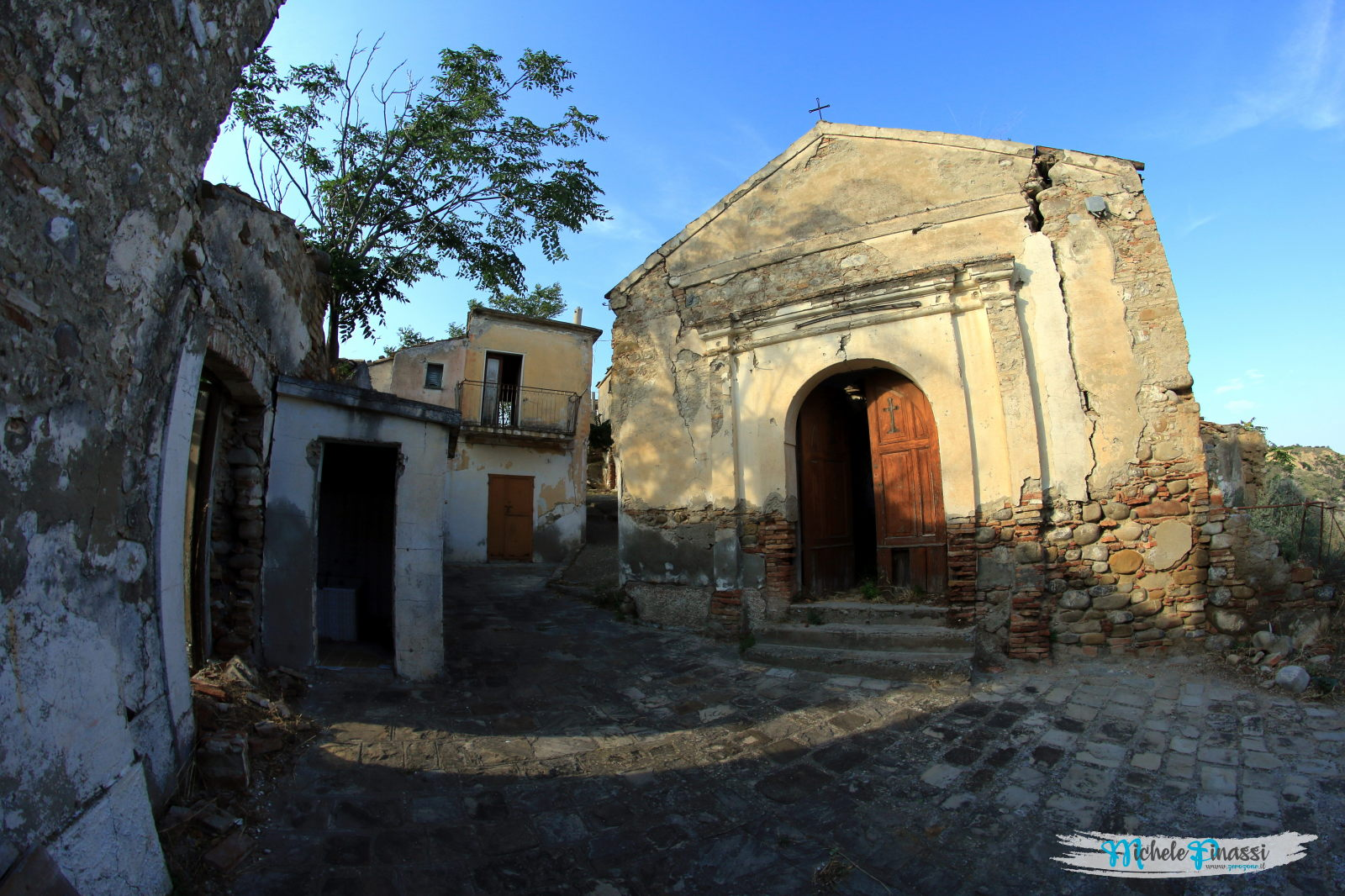
La vecchia chiesa del Paese di Alianello vecchio